# Tariq Aziz
Tariq Aziz (født 28. april 1936 i Tel Keppe, Irak, død 5. juni 2015) var tidligere Iraks udenrigsminister og viceministerpræsident. Han var dermed det mest indflydelsesrige kristne medlem af Saddam Husseins styre i Irak.
Han blev informationsminister i 1974, og i 1977 blev han medlem af det revolutionære kommandoråd.
Saddam Hussein udnævnte i 1979 Aziz til en af de tre viceministerpræsidenter. I 1980 blev han udsat for håndgranatattentat fra en iraner, som Aziz overlevede. I 1983 under Iran-Irak-krigen blev han udnævnt til udenrigsminister.
Denne post forlod han i 1991, men fortsatte som viceministerpræsident. Efter denne periode blev han mest kendt som Iraks ansigt udadtil.
Efter invasionen af Irak 2003 blev Tariq Aziz tiltalt for en række forbrydelser, og blev i marts 2009 idømt en fængselsstraf på 15 år for forbrydelser mod menneskeheden som følge af sin involvering i henrettelsen af 15 irakiske handelsfolk i 1992. Senere i 2009 blev Aziz af den Irakiske højesteret idømt en fængselsstraf på yderligere syv år for forfølgelse og tvangsforflytning af kurdere i den nordlige del af Irak. Aziz afsonede fængselsdommene i Camp Cropper i det vestlige Bagdad. Han blev i 2010 overført til hospitalet grundet et slagtilfælde.
26. oktober 2010 blev han dømt til døden.. Dommen blev dog aldrig eksekveret, og 5. juni 2015 døde han efter et hjerteanfald.